# Zodion pilosum
Zodion pilosum är en tvåvingeart som beskrevs av Chen 1939. Zodion pilosum ingår i släktet Zodion och familjen stekelflugor. Inga underarter finns listade i Catalogue of Life.